# 844

## Догађаји
- Викинзи напредују реком Гароном све до града Тулуза и пљачкају земље Септиманије. Део викиншких пљачкаша напада Галицију (северна Шпанија), где неки гину у олуји на мору. Након што су поражени у Коруњи, Скандинавци пљачкају Севиљу, Нијеблу, Бежу и Лисабон.

- Битка код Мауропотама - Византијска експедиција под вођством Теоктиста послата је у Анадолију (данашња Турска), против муслиманских Арапа Абасидског калифата, који су опљачкали византијске теме Кападокија, Анатоликон, Букеларион и Опсикион. Византинци су поражени, а многи официри прелазе на Арапску страну.
- Краљ Карло Ћелави бори се против честих побуна у Аквитанији и против Бретонаца у Западној Франачкој. Он опседа Бернарда I у бици код Тулуза, док војвода Номино упада у Мејн и пљачка друге франачке територије.
- 15. јун – Цар Луј II, најстарији син цара Лотара I, крунисан је за краља у Риму од стране папе Сергија II и постаје савладар Средње Франачке, и над Ломбардијом, Фурланијом и Тосканом у Италији.
- 25. септембар – Викиншки препад на Севиљу (844): Викинзи стижу у Севиљу преко Гвадалквивира, заузимају град 1. или 3. октобра и пљачкају га; али их протерују снаге Кордовског емирата.
- Краља Етелреда II од Нортумбрије протерао је из свог краљевства Редвулф, који је преузео престо. Редвулф је касније убијен у бици против Викинга, заједно са многим својим племићима. Етелред се враћа и полаже право на владавину.
- Краљ Мерфин Фрич умире након 24-годишње владавине. Наслеђује га син Родри Мавр, који тако постаје владар Гвинеда (Велс).
- Папа Гргур IV умире након 16-годишње владавине, током које је подржавао франачку политику покојног цара Луја Побожног и успоставио обележавање Дана Свих Светих. Наслеђује га Сергије II, као 102. папа Рима. Сергије затвара антипапу Јована VIII и бива изабран народним гласањем.

## Смрти
- 11. јануар — Михаило I Рангабе, бивши византијски цар
- 25. јануар — Гргур IV, римски папа